# Dorogi járás
A Dorogi járás Komárom megyéhez tartozó járás volt Magyarországon, 1950. június 1. és 1983. december 31. között. Székhelye Dorog volt.

## Története
A Dorogi járás az 1950-es járásrendezés során jött létre 1950. június 1-jén az addigi Esztergomi járás székhelyének áthelyezésével és nevének megváltoztatásával. A változtatást az indokolta, hogy a bányászat folytán a megelőző évtizedekben erősen fejlődő Dorog a járás egészéhez képest jobban megközelíthető, mint Esztergom, de emellett egyértelmű politikai indíttatása is volt: a magyar katolikus egyház központjának szerepét betöltő Esztergom szerepének csökkentését célozta.
Területe csak egyszer, 1974 végén változott, amikor a Tatai járás megszűnésekor abból két községet idecsatoltak.
1984. január 1-jétől új közigazgatási beosztás lépett életbe, ezért 1983. december 31-én valamennyi járás megszűnt, így a Dorogi is. A járási székhely városi rangot kapott, a járás többi községe pedig a Dorogi, az Esztergomi és a Tatabányai városkörnyék között került felosztásra.

## Községei
Az alábbi táblázat felsorolja a Dorogi járáshoz tartozott községeket, bemutatva, hogy mikor tartoztak ide, és hogy hova tartoztak megelőzően, illetve később.
Meg kell jegyezni, hogy a tanácsrendszer első éveiben, 1950 és 1954 között Esztergom jogállása közvetlenül a járási tanács alá rendelt város volt, vagyis a járáshoz tartozott.
| Község          | Mikortól           | Honnan              | Meddig              | Hova                       |
| --------------- | ------------------ | ------------------- | ------------------- | -------------------------- |
| Bajna           | 1950. június 1.    | Esztergomi járásból | 1983. december 31.  | Dorogi városkörnyékhez     |
| Bajót           | 1950. június 1.    | Esztergomi járásból | 1983. december 31.  | Esztergomi városkörnyékhez |
| Csolnok         | 1950. június 1.    | Esztergomi járásból | 1983. december 31.  | Dorogi városkörnyékhez     |
| Dág             | 1950. június 1.    | Esztergomi járásból | 1983. december 31.  | Dorogi városkörnyékhez     |
| Dorog           | 1950. június 1.    | Esztergomi járásból | 1983. december 31.  | várossá alakult            |
| Dömös           | 1950. június 1.    | Esztergomi járásból | 1983. december 31.  | Esztergomi városkörnyékhez |
| Epöl            | 1950. június 1.    | Esztergomi járásból | 1983. december 31.  | Dorogi városkörnyékhez     |
| Gyermely        | 1974. december 31. | Tatai járásból      | 1983. december 31.  | Tatabányai városkörnyékhez |
| Kesztölc        | 1950. június 1.    | Esztergomi járásból | 1983. december 31.  | Dorogi városkörnyékhez     |
| Lábatlan        | 1950. június 1.    | Esztergomi járásból | 1983. december 31.  | Esztergomi városkörnyékhez |
| Leányvár        | 1950. június 1.    | Esztergomi járásból | 1983. december 31.  | Dorogi városkörnyékhez     |
| Máriahalom      | 1950. június 1.    | Esztergomi járásból | 1983. december 31.  | Dorogi városkörnyékhez     |
| Mogyorósbánya   | 1950. június 1.    | Esztergomi járásból | 1983. december 31.  | Esztergomi városkörnyékhez |
| Nagysáp         | 1950. június 1.    | Esztergomi járásból | 1983. december 31.  | Dorogi városkörnyékhez     |
| Nyergesújfalu   | 1950. június 1.    | Esztergomi járásból | 1983. december 31.  | Esztergomi városkörnyékhez |
| Piliscsév       | 1950. június 1.    | Esztergomi járásból | 1983. december 31.  | Dorogi városkörnyékhez     |
| Pilismarót      | 1950. június 1.    | Esztergomi járásból | 1983. december 31.  | Esztergomi városkörnyékhez |
| Pilisszentlélek | 1950. június 1.    | Esztergomi járásból | 1983. december 31.  | Esztergomi városkörnyékhez |
| Piszke          | 1950. június 1.    | Esztergomi járásból | 1950. szeptember 5. | Lábatlan része lett        |
| Sárisáp         | 1950. június 1.    | Esztergomi járásból | 1983. december 31.  | Dorogi városkörnyékhez     |
| Süttő           | 1950. június 1.    | Esztergomi járásból | 1983. december 31.  | Esztergomi városkörnyékhez |
| Szomor          | 1974. december 31. | Tatai járásból      | 1983. december 31.  | Tatabányai városkörnyékhez |
| Tát             | 1950. június 1.    | Esztergomi járásból | 1983. december 31.  | Esztergomi városkörnyékhez |
| Tokod           | 1950. június 1.    | Esztergomi járásból | 1983. december 31.  | Esztergomi városkörnyékhez |
| Úny             | 1950. június 1.    | Esztergomi járásból | 1983. december 31.  | Dorogi városkörnyékhez     |

## Területe és népessége
Megszűnése előtt, 1983 végén területe 504 km², népessége pedig mintegy 69 ezer fő volt.

## Lásd még
- 1950-es járásrendezés
- Dorogi kistérség
- Esztergomi kistérség